# Thuban
Thuban (α Dra / α Draconis / Alfa Draconis) é uma estrela (ou sistema estelar) na constelação de Draco. Astro relativamente pouco notável no céu noturno do hemisfério norte, é não obstante, historicamente significativa por ter sido a Estrela Polar norte em tempos antigos.
O nome "Thuban" provém do árabe ثعبان (θu‘bān, "o basilisco", nome pelo qual os árabes chamavam a constelação Draco).

## Observação
Mesmo tendo recebido a designação de Alfa Draconis, com a magnitude aparente de 3,65 ela é mais de uma magnitude mais fraca do que a estrela mais brilhante da constelação, γ Dra (Etamin), cuja magnitude aparente é de 2,23. Thuban não é brilhante o suficiente para ser vista em áreas de poluição luminosa.
Em boas condições de visualização, Thuban é relativamente fácil de localizar no céu noturno, devido ao seu posicionamento em relação a Ursa Maior. Comumente, sabe-se que as duas estrelas mais externas da Ursa apontam para a Estrela Polar moderna, Polaris; todavia, menos conhecida é a informação de que as duas estrelas internas, Phecda e Megrez, apontam para Thuban, que fica exa(c)tamente a sete graus e meio de arco de Megrez.

## Uso como Estrela Polar
Devido a precessão do eixo de rotação da Terra, Thuban foi a estrela visível a olho nu mais próxima do pólo norte celeste, de 3942 AC, quando substituiu Theta Boötis na posição, até 1793 AC, quando foi substituída por Kappa Draconis. Atingiu sua aproximação máxima do pólo norte celestial em 2787 AC, quando estava a menos de dois e meio minutos de arco de distância do pólo. Permaneceu então a cerca de um grau do norte verdadeiro por quase 200 anos, e mesmo 900 anos depois de sua aproximação máxima, permanecia a apenas cinco graus de distância do pólo. Thuban foi considerada a Estrela Polar até cerca de 1900 AC, quando então a muito mais brilhante Kochab começou também a apontar para o pólo.
Tendo afastado-se do pólo ao longo dos últimos 4.800 anos, Thuban é vista agora no céu noturno numa declinação de 64° 20' 45,6", AR 14h 04m 33,58s. Depois de mover-se quase 47 graus para longe do pólo, por volta do ano 10000 AD Thuban gradualmente recomeçará a seguir no rumo do pólo norte celestial. Em 20346 AD, será novamente a Estrela Polar, atingindo naquele ano a declinação máxima de 88° 43' 17,3", AR 19h 08m 54,17s.

## Classificação
Thuban possui a classe espectral A0III, indicando sua semelhança com Vega em temperatura e espectro, porém mais poderosa e maciça. Thuban não é uma estrela da sequência principal; a fusão do hidrogênio em seu núcleo cessou, e ela agora está usando hélio como combustível. Isto a torna numa gigante branca, 250 vezes mais brilhante do que o Sol.
Thuban não possui outras anomalias de vulto, embora seja um tanto raro haver estrelas gigantes na classe A, sendo esta geralmente reservada para estrelas da sequência principal e supergigantes ocasionais. Isto indica que Thuban não se tornou gigante há muito tempo (em termos astronômicos) e que ainda está em processo de expansão, provavelmente no rumo de se tornar uma gigante laranja classe K do tipo de Aldebarã. Pode ser também que seu estoque de hélio esteja no fim e que ela comece a contrair-se antes de começar a queimar carbono, processo no qual pode terminar como uma gigante azul como Beta Centauri.
Thuban é uma estrela binária, orbitada por uma estrela companheira com um período de 51,4 dias. A companheira não foi observada diretamente e, por sua massa inferida, é provável que seja uma anã vermelha ou uma anã branca pouco maciça.